# Jambon de la borne
Le jambon de la borne AOP est un jambon de porc fumé, spécialité du patrimoine culinaire du canton de Fribourg en Suisse. Il est le produit phare[style à revoir] de la fête de la Bénichon. Ce jambon se dénomme en français « jambon de la borne », « jambon de campagne », « jambon à l’os » ; en allemand : Kamingeräucherter Schinken ; en fribourgeois : la tsambèta ; en singinois : Hamma ; dans la région du Lac : Hamme.
Le fumage à la borne, grande cheminée ouverte dont la hotte est en planches, est une très ancienne façon de conserver la viande. Considéré comme un mets de luxe ou de fête dans les années 1950, le jambon de la borne est désormais consommé toute l’année, cuit, chaud ou froid, parfois accompagné d’autres produits de la borne (saucisse, saucisson, lard), de choux et de pommes de terre ou de gratin dauphinois.
La transformation des viandes fumées incombe aujourd’hui aux bouchers-charcutiers alors que dans les années 1970, on « faisait encore boucherie » dans beaucoup de fermes fribourgeoises. Le fumage à la borne n’avait lieu que durant la saison froide afin de favoriser la conservation ; la borne permettait séchage et fumage malgré le climat relativement humide. Selon l’historienne Céline Carrupt, on fumait déjà la viande à la borne en 1651 dans la région de Fribourg[réf. nécessaire].
Malgré l’évolution des fumoirs, désormais climatisés et utilisables toute l’année, le mode de fabrication traditionnel se perpétue. À noter que l’élevage porcin est lié à l’industrie laitière, très présente dans le pays de Fribourg, puisque bien des porcs sont nourris de petit-lait et de déchets de fromagerie.
Le jambon de la borne est inscrit au registre suisse des appellations d'origine protégée (AOP) depuis 2021.